# Баринов, Сергей Михайлович
Сергей Михайлович Баринов (род. 24 января 1966) — милиционер-водитель отдела внутренних дел Гурьевского района Калининградской области, прапорщик милиции.

## Биография
Родился 24 января 1966 года в посёлке Каширское Гурьевского района Калининградской области в семье сельских тружеников. Русский. В 1984 году окончил специально профессионально-техническое училище N13 в городе Светлом. Получил специальность машиниста автомобильных кранов.
В 1984 году был призван в Советскую Армию. Срочную службу проходил в автомобильных подразделениях железнодорожных войск. Принимал участие строительства Байкало-Амурской магистрали. Демобилизовался в 1986 году в звании младший сержант.
После увольнения в запас вернулся домой. Работал по специальности автокрановщиком в ряде строительных организаций Гурьевского района.

### Подвиг
Вечером 13 марта 1994 года от берега в Куршском заливе ураганным ветром оторвало большую льдину на которой находилось более ста рыбаков и стало быстро уносить в глубь залива. Сергей Баринов, действуя в паре с соседом Валерием Фадеевым, с риском для собственной жизни в штормовых условиях вышли на лёгкой моторной лодке в море. Первую группу 15 человек сняли в два рейса, когда льдина была ещё в метрах 500 от берега. Затем сделали ещё три рейса, последний уже в полной темноте. В общей сложности в течение пяти часов боролись за жизни попавших в беду рыбаков Сергей Баринов и Валерий Фадеев. Только когда льдина оказалась отнесённой слишком далеко в глубь залива, что сделало невозможным вести её поиск с борта маломерного судна, отказались от отчаянных попыток спасти хоть кого-нибудь ещё.
Больше, чем они тогда сумели сделали, сделать было уже нельзя — в невероятно тяжёлых условиях штормового моря вызволили из беды и доставили на берег сорок семь человек, в том числе одного ребёнка. В тот день вертолётчики Балтийского флота, рискуя жизнью, подняли из воды двадцать три человека. Ещё двадцать две человеческие жизни спас 66-летний И. Елизаров, за что впоследствии был удостоен ордена Мужества.
31 августа 1993
года перешёл на службу в органы внутренних дел. Первая должность — милиционер-водитель криминальной милиции Гурьевского РОВД.
Указом Президента Российской Федерации от 11 августа 1995 года (N875) за мужество и героизм, проявленные при спасении людей во время стихийного бедствия в Куршском заливе Балтийского моря младшему сержанту милиции Баринову Сергею Михайловичу присвоено звание Героя Российской Федерации с вручением особого знака отличия — медали «Золотая Звезда».
Старший прапорщик полиции Баринов продолжает службу в должности водителя-сотрудника УМВД России по Калининградской области. Кавалер ряда ведомственных наград.